# نوبة الساعتين
نَوْبَةُ الساعتين هي وردية عمل في نظام مراقبة بحري تبلغ نصف طول فترة المراقبة المعهودة. يتكون هذا عادةً من خلال تقسيم فترة مراقبة واحدة مدتها أربع ساعات بين الساعة 16:00 و 20:00 إلى نوبتين، فتكون النوبة الأُولى من الساعة 16:00 إلى الساعة 18:00 والثانية من الساعة 18:00 إلى 20:00.